# Der Gaukler (Skulptur)

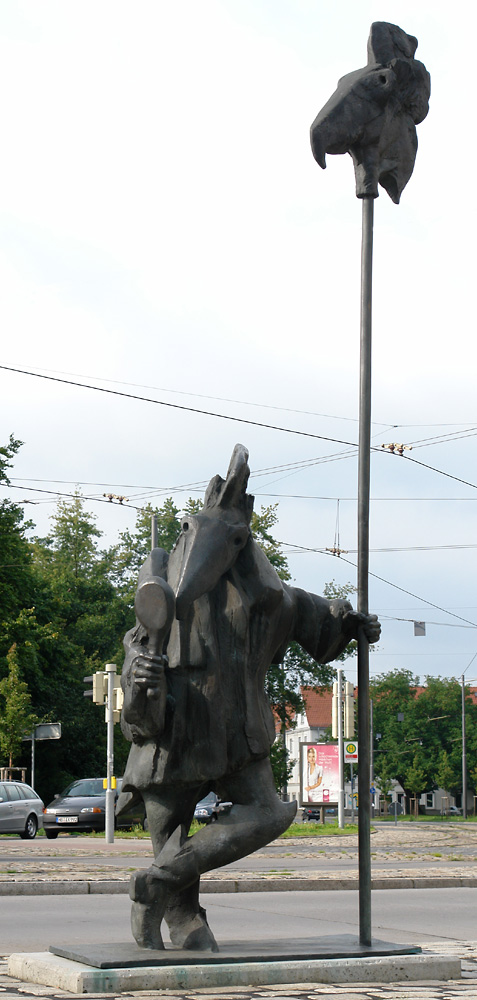
Der Gaukler

Die Skulptur Der Gaukler in der Bremer – Neustadt auf dem Leibnizplatz vor der Oberschule am Leibnizplatz wird in der Liste der Denkmale und Standbilder der Stadt Bremen geführt.
Die Plastik von 1991 aus Bronze stammt von dem Worpsweder Bildhauer Christoph Fischer. Der Künstler stellt mit dem Gaukler als Unterhaltungskünstler eine Verbindung zur bremer shakespeare company im Theater am Leibnizplatz her, die seit 1983 besteht und seit 1989 an diesem Ort spielt. Dem Gaukler mitten auf der Kreuzung wird ein Spiegel vorgehalten und er wird animiert für Posse oder ernstes Spiel.
Von Fischer (* 1956) stammen die Dorfmusikanten (1999) in Worpswede, eine kuriose Anspielung an die Bremer Stadtmusikanten, nur sind hier Schwein, Schaf, Hase und Taube wohl als C-Mannschaft vereinigt.